# Saint Mommolin

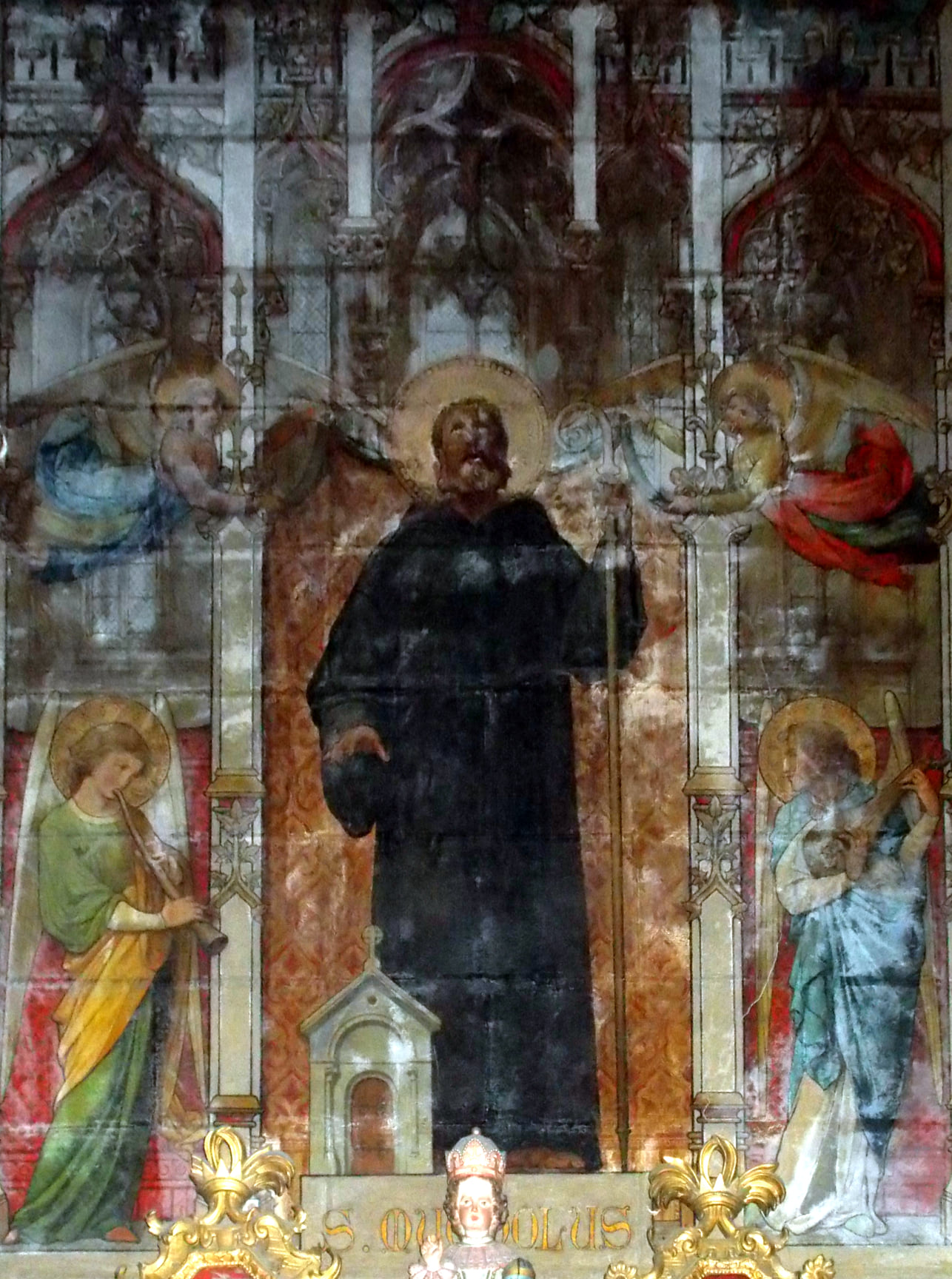
Fresque de Saint Mommolin, abbatiale Sainte Croix de Bordeaux

Mommolin ou Mommole (en latin Mummolus), est le deuxième abbé de l'abbaye de Fleury (Saint-Benoît-sur-Loire) pendant 30 ans entre septembre 632 et janvier 663.

## Biographie
Mommolin, dont le nom signifie en latin "Humble montagne" (mons humilis), selon Dom Jean Darnal, moine à Sainte Croix de Bordeaux et historien, dans son livre publié en 1618, serait né dans la région d'Orléans, de parents très pieux.
Encore adolescent, il entre à l'Abbaye de Fleury, fondée quelques années plus tôt par Saint Leobold.
Succédant à l'abbé Rigomaire, Mommolin devint le second Abbé de Fleury. Il était un lecteur assidu des Écritures ; les chroniques nous assurent qu'il restait toujours calme et serein, quelle que soit la situation qu'il pouvait rencontrer. Cela nous donne vraisemblablement un début d'explication sur la raison pour laquelle il est invoqué depuis toujours : pour la guérison des maladies nerveuses et psychiques.
Vers 660, ayant appris, dans les Dialogues de Grégoire le Grand, le saccage et la ruine de l'abbaye du Mont Cassin, avec l'accord de ses supérieurs, il monte une expédition pour transférer les restes de Benoît de Nursie et de sa sœur Scholastique depuis l'abbaye du Mont-Cassin (actuellement en Italie) à l'Abbaye de Fleury (actuellement en France), transfert qui fut réalisé par son fidèle disciple, Saint Aygulfe.
À la fin de sa vie, selon certains, il traverse les Landes de Gascogne. Là, il effectue une halte à Aureilhan, où il fait surgir une eau de source.
Selon d'autres , il serait venu implanter la Règle de Saint Benoît dans le Sud-Ouest, à La Réole, à un âge avancé et malade, au retour, passant par Bordeaux vers 663, selon certains, ou 679 d'après Mabillon, il est vite accueilli par les bénédictins de l'abbaye Sainte-Croix.
Il y acquiert une réputation de sainteté avant de mourir, peu de temps après. Les Bordelais vinrent nombreux à ses obsèques et lui attribuèrent par la suite tous les bienfaits dont ils bénéficiaient.
Son tombeau objet de pèlerinages très fréquentés, se trouvait, jusqu'au XVIIIe siècle, dans la nef de l'Abbatiale Sainte Croix de Bordeaux, avant d'être placé contre l'un des piliers jusqu'à la Révolution Française.
Ses ossements se trouvent, depuis le XIXe dans une chapelle de l'Abbatiale lui étant dédiée. On peut encore voir, dans les collatéraux de l'Abbatiale, les anneaux auxquels on attachait les aliénés, le temps d'un pèlerinage. Il est un des saints patrons de Bordeaux et des bordelais.
L'Abbé Pardiac, dans son ouvrage , rapporte que dans le cœur des Bordelais, Mommolin n'avait d'égal en vénération que saint Fort (le premier évêque de Bordeaux).
Après plusieurs décennies d'oubli, sa dévotion connaît actuellement un renouveau sous l'impulsion de la famille spirituelle Regnum Christi, qui desserve l'Abbatiale Sainte Croix de Bordeaux, faisant partie de la paroisse Saint Jean Apôtre.
Sa fête est le 8 août. La célébration de la fête a lieu le 9 août.
Prière à Saint Mommolin diffusée à l'abbatiale Sainte Croix de Bordeaux : 
Saint Mommolin,
patron des Bordelais, 
honoré depuis 13 siècles dans notre abbatiale, écoute la prière que je t’adresse en toute confiance. 
Toi qui est connu pour ton intercession efficace en faveur de ceux qui souffrent, et plus particulièrement pour la guérison des blessures intérieures et des maladies psychiques. 
Je te prie pour... (nommer la personne). 
Que la paix du Christ descende dans son coeur et que Dieu, dans son amour, lui donne la guérison et la force pour avancer et le goût de la vie. 
Par ton intercession, que Dieu se manifeste à tous ceux qui n'en peuvent plus et qui sont découragés et dépressifs. 
Enfin, que Jésus, le Bon Pasteur, notre Seigneur, nous guide vers la Vie, et la vie en abondance.
Amen

## Iconographie
L'iconographie de ce saint est rare, citons à l'abbatiale Sainte-Croix de Bordeaux, un vitrail représentant Saint Mommolin, un tableau du peintre Guillaume Cureau : Saint Mommolin guérissant un possédé daté de 1647 ainsi qu'une fresque du XIXe siècle dans la chapelle où se trouvent ses reliques. On trouve également un buste dans l'église Sainte-Ruffine d'Aureilhan.